# Helmiopsiella madagascariensis
Helmiopsiella madagascariensis är en malvaväxtart som beskrevs av Arenes. Helmiopsiella madagascariensis ingår i släktet Helmiopsiella och familjen malvaväxter. Inga underarter finns listade i Catalogue of Life.